# Adolf Patrik Lewenhaupt
Adolf Patrik Lewenhaupt, född 22 juni 1794 på Nolhaga i Alingsås socken, Västergötland, död 21 oktober 1871 i Lund, var en svensk greve, militär och ämbetsman.

## Biografi
Lewenhaupt avlade examen theologicum 1809 och skrevs samma år in som kadett vid krigsakademien på Karlberg, varifrån han utexaminerades 1812. Han blev kornett vid Skånska karabinjärregementet 1812, löjtnant 1816, ordonnansofficer hos konungen 1819, ryttmästare i armén 1822, kapten vid Västgötadals regemente 1824, major i armén 1827 samt var major och chef för Hallands infanteribataljon 1829–1843. Lewenhaupt utnämndes till adjutant hos konungen 1829 och överstelöjtnant i armén 1836, samt blev kabinettskammarherre 1839. Han var landshövding i Hallands län 1843–1860 och utnämndes till överste i armén 1843.

## Utmärkelser
- Riddare av Svärdsorden, 4 juli 1832
- Kommendör av Nordstjärneorden, 18 december 1854
- Karl XIV Johans medalj, 16 juli 1855